# Phasaël
Phasaël (latin : Phasaelus du grec ancien : Φασάηλος, Phasaelos) est un prince de la dynastie des Hérodiens de Judée. Il est le fils aîné d'Antipater, procurateur de la province, et de Cypros, princesse nabatéenne, ainsi que le frère de Hérode Ier le Grand. Phasaël est stratège de Jérusalem en 47 av. J.-C. puis devient tétrarque de Judée en 41 av. J.-C. mais, fait prisonnier par les Parthes, il se suicide l'année suivante.
Flavius Josèphe, qui écrit à la fin du Ier siècle apr. J.-C., parle de Phasaël comme un homme brave et noble.

## Biographie

### Origines et début de carrière
Phasaël est né dans le royaume hasmonéen dans une famille aristocratique juive originaire d'Idumée. Son père Antipater est le principal conseiller d'Hyrcan II et dans les faits gouverne la Judée. Sa mère est Cypros, une princesse nabatéenne. Il est né avant son frère Hérode, donc avant l'an 73 av. J.-C.
Antipater le nomme en 47 av. J.-C. stratège de Jérusalem et son fils cadet Hérode stratège de Galilée,. L'exécution d'un haut personnage appelé Ezéchias, chef des insurgés galiléens sert de prétexte à l'élite sacerdotale et au grand prêtre Hyrcan II pour contester son action.
Après le meurtre de César le 15 mars 44 av. J.-C., Antipater et ses fils se rallient au gouverneur de Syrie, Caecilius Bassus, ex-partisan de Pompée. Celui-ci s'empresse de demander un tribut de 700 talents qu'Antipater répartit entre les notables du royaume. Phasaël s'acquitte de son tribut de 100 talents. Comme Malichus, chargé par Antipater de la région de Gophna, Emmaüs, Lydda et Thamna tarde à verser le tribut, Cassius commence à marcher sur ce district, mais Antipater le prévient par un versement de 100 talents. Cette « politique de pots-de-vin permet à Antipater et à ses fils d'être confirmés dans leurs fonctions. » Mais Antipater meurt empoisonné par Malichus qui rêvait de prendre sa place.
En 42 av. J.-C., le départ de Cassius de Syrie entraîne des troubles en Judée. Antigonos, fils d'Aristobule essaie en vain d'entrer en scène, tandis que le tyran de Tyr, Marion, s'empare d’une partie de la Galilée. Après la victoire d'Antoine et d'Octave à Philippes (42 av. J.-C.), plusieurs délégations juives viennent se plaindre auprès d’Antoine des fils d’Antipater, Phasaël et Hérode. Hérode prend les devants et part à la rencontre d'Antoine et lui remet une importante somme d'argent pour éviter d'avoir à se justifier. Antoine est ravi : le prix payé par Hérode dépasse ses attentes. Phasaël et Hérode sont non seulement confirmés dans leurs fonctions, mais promus « tétrarques », titre supérieur à celui de stratège (41 av. J.-C.),.

### Révolte d'Antigonos et suicide de Phasaël
En 40 av. J.-C., les Parthes envahissent la Syrie-Palestine et soutiennent Antigonos comme prétendant au trône de Judée au détriment d'Hyrcan II. Les deux partis s’affrontent dans Jérusalem. Le général Parthe invite Phasaël et Hérode à se rendre auprès de son chef le satrape Barzapharnès pour faire la paix.
Hérode refuse, mais Phasaël accepte avec Hyrcan II. Ils constatent bientôt qu'ils sont en fait prisonniers. Hérode parvient à sortir de Jérusalem,.
Constatant qu'il est prisonnier, Phasaël se suicide et Hyrcan II est emmené prisonnier par les Parthes en Parthiène,.
Quant à Hérode, mal reçu par le roi de Nabatène Malichos Ier, il rejoint Alexandrie puis Rome. Bien reçu par Antoine et Octave, il est proclamé roi de Judée à l'unanimité du Sénat romain en décembre 40 av. J.-C.. Hérode reprend pied en Palestine avec l'appui de l'armée romaine victorieuse des Parthes. Au printemps 37 av. J.-C., il met le siège devant Jérusalem. Il est épaulé par les troupes romaines de Caius Sosius. Jérusalem tombe au bout de cinq mois.

### Descendance
Son fils, qui porte le même nom, Phasaël II, semble être posthume. Il épouse sa cousine Salampsio, fille d'Hérode, dont il a cinq enfants. Parmi ceux-ci, Cypros une de ses petites-filles, se marie avec Agrippa Ier qui deviendra roi de Batanée (37), puis roi de Judée (41-44)). Avec lui, elle aura quatre enfants, le futur roi Agrippa II, puis trois filles, Bérénice, Mariamne et Drusilla.